# 유엔 여성을 위한 10개년
유엔 여성을 위한 10개년(영어: United Nations Decade for Women)은 성차별에 근간한 임금격차, 성폭력, 토지 소유 등 재산권 및 인권 보장 상의 불평등과 같이 여성의 삶에 영향을 미치는 문제를 점검하고 이를 결하기 위한 정책 개발에 집중한 기간을 가리킨다. 1972년 12월 15일 유엔 총회에서 채택된 31/136 결의안에 의해 채택됐다.
10개년 계획은 크게 멕시코시티 국제대회와 코펜하겐 국제대회, 나이로비 국제대회를 기준으로 세 부분으로 나뉜다. 멕시코시티 대회는 "의식 고취'를, 코펜하겐 대회는 "연계망" 형성을, 나이로비 대는 "전세계 여성들의 연대"를 주제로 했다. 각 회의에는 유네스코와 세계보건기구, 유엔 라틴아메리카 카리브 경제 위원회, 유럽 경제 공동체 등 연관 기관이 다수 참여하였고 YMCA와 세계교회협의회와 같은 종교협회, 각국의 여성단체연합 등의 비정부 기구가 참여하는 지역협의회가 여러 차례 개최됐다.

## 역사
1975년 멕시코시티에서 처음으로 국제연합 세계 여성 대회가 열렸다. 이 회의에서 레티샤 샤하니와 우 딴 당시 UN 사무총장의 활약으로 1976년부터 10년 기간이 국제연합 여성을 위한 10개년으로 선포되었다. 이 기간 동안 UN 회원국은 여성을 대상으로 하는 문해력 증진 교육 및 직업훈련 프로그램 등을 운영하고, 여성 교육 및 고용 기회를 확대했다. 또한 여성 대상 보건 교육과 서비스를 확충하고, 가족계획법 교육과 사회복지 서비스를 확대했다.

### 관련 선언문
멕시코시티 회의에서 채택된 선언문의 정식 명칭은 여성 평등 및 발전과 평화에 대한 여성 기여에 관한 멕시코 선언이다. 이 선언문은 사회 경제적 지위의 고하를 막론한 모든 여성의 안녕을 도모하며, 특히 피식민 경험이 있는 국가의 여셩들을 보호하고 적극적으로 원조하는 것에 주안점을 두며, 신국제경제질서의 도입을 촉구했다. 선언문에 포함된 30가지의 원칙은 여성의 권리 신장을 목표로 하는 구체적 실천책과 집중이 필요한 분야에 대한 것으로, 특히 육아와 가정생활, 교육 및 통신에 대한 접근 기회 확충, 경제적 자주권, 참정권 보장, 자율적인 결혼 선택권,  성적 자율권과 성적 침해로부터 자유로울 권리  보장 등에 주안점을 두었다. 한편 시오니즘 근절 또한 선언문의 조항으로 포함되어 있는데 이로 인한 찬반 논란이 있었다.
1975년 12월 유엔 총회는 관련 선언문과 행동 계획을 채택했으며, 이를 바탕으로 유엔 여성을 위한 10개년 기금이 각국의 임의출연금으로 조성됐고 국제 여성 조사 훈련 연구소가 설립됐다.
1979년 유엔 총회는 여성에 대한 모든 형태의 차별 철폐에 관한 협약을 채택했다.

## 유엔 여성 협의회

### 1980년 덴마크 코펜하겐
1975년 멕시코 대회 이후의 진전 상황을 돌아보고자 1980년 덴마크 코펜하겐에서 제2차 세계 여성 대회가 개최되었다.
코펜하겐 회의에서 지적된, 여성 발전을 저해하는 문제들은 다음과 같았다.
- 여성의 사회적 역할을 확대하는 데에 남성의 참여가 부족함.
- 정치적인 추진 의지가 부족함.
- 여성의 사회적 기여에 대한 인식 및 그에 대한 가치 평가가 부족함.
- 여성들의 요구 중 특정 종류의 요구가 계획에 충분히 반영되지 않음.
- 의사결정권을 지닌 지위에 있는 여성의 수가 부족함.
- 자녀돌봄기관, 협동조합이나 신용서비스 등 여성의 사회적 참여를 보조할 서비스가 부족함.
- 재정적 지원이 전반적으로 부족함.
- 여성 당사자들이 사회적 참여 기회가 확대되었음을 인식하는 정도가 부족함.[4]

한편 피식민국가 출신 대표들은 미국과 영국이 고국에 미치는 지배적 영향력에 대해 심도있게 논의하였고, 식민주의적 패권주의와 인종주의, 아파르트헤이트, 시오니즘에 힘을 싣는 국제 사회의 행동을 비판했다. 이들은 선언문이 이 지점을 고려해야 하며, 이로부터 비롯되는 문제로부터 여성들을 보호하는 방향으로 개선되어야 함을 주장했다. 한편 다수 강대국은 이에 반대를 표하며 표결에서 기권하기도 했다.
코펜하겐 여성대회의 결과로, 여성의 재산권과 자녀 양육권, 국적 결정 등에서의 주도권을 신장하는 방향으로 새로운 행동 계획이 마련되었다. 또한 회의에 참석한 대표들은 여성을 향한 편견과 선입견을 비판하는 목소리를 높였다. 행동 계획안은 찬성 94표와 반대 4표를 얻고 채택되었다. 이에 반대표를 던진 국가는 미국, 캐나다, 오스트레일리아, 이스라엘이었으며, 특히 미국과 캐나다는 이 행동 계획이 여성 문제라는 주제를 벗어나 정치적 논쟁에 중점을 두고 있다며 비난했다. 이후 유엔은 국가적 분쟁이 여성의 삶에 해악을 끼치며, 특히 분쟁 지역에 거주하는 여성들의 안전을 위협한다고 공표했다.
이 회의를 거쳐 최종적으로 여성의 발전과 보건, 교육과 고용 기회 확대를 촉진하는 45개 결의안이 채택됐다. 한편 교황청 등 가톨릭계는 가족계획을 인간의 권리로 간주하는 선언문의 내용을 들어 반대 입장을 표했다.

### 1985년 케냐 나이로비
나이로비 여성 대회에서는 국제연합 여성을 위한 10개년의 성과를 기념하고, 지속적으로 여성 문제에 대처하고 해결하기 위한 의제를 수립하였다. "여성 발전을 위한 미래지향적 전략에 관한 나이로비 협의문"이 작성되었고, 이 협의문은 1995년 중국 베이징에서 개최된 여성 대회에서 발표된 행동강령의 기초가 되었다.
나이로비 협의문 초안을 작성하는 과정에서 팔레스타인 대표와 지지자들은 시오니즘으로 대표되는 신식민주의와 군비 경쟁 확대와 관련된 내용을 추가할 것을 요구했다. 이로 인해 외교 로비 과정이 3시간 가량 진행됐고, 당사자들의 합의 결과로 좀 더 포괄적인 표현인 "인종주의 및 인종차별"이 협의문에 포함되었다.
회의 기간 동안 160개 이상의 비정부기구가 참여하여 2000개 이상의 워크숍을 열었다. 각국에서 참여한 대표 160명 중 106명이 여성이었으며, 4천 명이 넘는 여성들이 2주 반 동안 케냐냐를 방문하여 회의에 참여했다.
이 회의의 결과로 유엔은 유엔 여성 발전 기금과 유엔 개발 계획을 자율적인 조직으로 전환했다.

## 영향
여성의 삶에 집중하는 10년 동안 여성에게 영향을 주는 정책적 변화가 크게 일어났다.
나이로비 회의 개최 1년 후 유엔은 여성의 사회적 역할이 국가 발전에 미치는 영향에 대한 국제 조사를 매년 실시하고 있다. 회원국 정부는 여성 관련 문제를 집중적으로 다루기 위해 여성부를 설립하고 매년 보고를 하기 위해 정부는 "여성부"를 설치하고 여성부부 장관을 임명하며 자국 여성의 사회적 지위와 역할에 대해 숙고하기 시작했다. 이러한 부처가 설치되고 관련된 조사 및 연구가 실시되기 전에는 여성 노동의 대부분이 무급으로 이루어지고 있는 점을 간과하여, 국제 경제 무대에서 여성의 노동과 기여가 보이지 않는 영역으로 밀려나고 세계 경제 보고서에도 반영되지 못했다.
여성을 위한 10개년 선언의 취지를 잇고 관련 계획을 지속적으로 운영하기 위해 이후 여러 유엔 프로그램이 마련되고 기금이 조성되었다. 1985년까지 170개국이 비준한 여성에 대한 모든 형태의 차별철폐에 관한 협약과 유엔 여성지위위원회 설치, 유엔 국제 여성 조사 훈련 연구소 설립 등이 이에 해당한다.
유엔 아프리카 경제위원회는 경제개발 정책이 여성의 삶에 미치는 영향을 연구하기 위해 전담 위원을 위촉했다.

## 같이 보기
- 국제 여성의 해
- UN 생물다양성 10년
- UN 문해력 10년